# Löptin
Löptin er en by og kommune i det nordlige Tyskland, beliggende i Amt Preetz-Land i den sydvestlige del af Kreis Plön. Kreis Plön ligger i den østlige/centrale del af delstaten Slesvig-Holsten.

## Geografi
Löptin er beliggende ved Löptiner See omkring 16 km nordøst for Neumünster og omkring 8 km sydvest for Preetz ved Bundesstraße 404 fra Kiel mod Bad Segeberg.
I kommunen ligger ud over Löptin, bebyggelserne Behnkenmühlen, Fischkroog og Hohenwühren.